# Pyrostephos vanhoeffeni
Pyrostephos vanhoeffeni är en nässeldjursart som beskrevs av Moser 1925. Pyrostephos vanhoeffeni ingår i släktet Pyrostephos och familjen Pyrostephidae.
Artens utbredningsområde är Södra Ishavet. Inga underarter finns listade i Catalogue of Life.